# Desa Mojorejo (administrativ by i Indonesien, Jawa Timur, lat -7,39, long 112,38)
Desa Mojorejo är en administrativ by i Indonesien.   Den ligger i provinsen Jawa Timur, i den västra delen av landet, 600 km öster om huvudstaden Jakarta.